# شون بينيت
شون بينيت (بالإنجليزية: Sean Bennett)‏ هو لاعب كرة قدم أمريكية ولاعب كرة القدم الكندية أمريكي، ولد في 9 نوفمبر 1975.

## وصلات خارجية
- شون بينيت على موقع مرجع كرة القدم المحترفة.كوم (الإنجليزية)